# Пацанув (Свентокшиське воєводство)
Пацанув (пол. Pacanów) — місто в Польщі, у гміні Пацанув Буського повіту Свентокшиського воєводства.
Населення — 1118 осіб (2011).
У 1975-1998 роках село належало до Келецького воєводства.
Мало статус міста у 1265–1869, статус відновлено 1 січня 2019.
В місті діє Інститут казки, названий іменем популярного дитячого персонажа козлика Матолека.

## Демографія
Демографічна структура на день 31 березня 2011 року:
|          | Загалом | Допрацездатний вік | Працездатний вік | Постпрацездатний вік |
| -------- | ------- | ------------------ | ---------------- | -------------------- |
| Чоловіки | 528     | 110                | 347              | 71                   |
| Жінки    | 590     | 108                | 306              | 176                  |
| Разом    | 1118    | 218                | 653              | 247                  |